# Единство (драма)
Трите единства (на време, на място и на действие) са характерни изисквания на античната гръцка драма, възприети също във френския класицизъм.
Единството на време изисква драматическото действие да се развие в рамките на едно денонощие. В древногръцката драма това изискване се налага от участието на хор, който не би могъл да присъства като наблюдател на събития, продължили повече от едно денонощие. Спазването на единството на време в античната гръцка драма е било улеснено от митологичните сюжети: намесата на богове и случайности е ускорявала действието.
Единството на място означава, че всички моменти от драматическото действие се развиват на едно място. И това изискване е било поставяно от участието на хор, чието присъствие на различни места би се сметнало за неправдоподобно. Единството на място е налагало епизоди, свързани с драматическото действие, но случили се другаде, да не се играят на сцената, а да се разказват от действащи лица или вестители.
Единството на време и единството на място не е задължително да се спазват в съвременните драми, тъй като представляват пречка за пълното разкриване на сложни събития в естествената им среда. Невероятно е значим обществен или личен конфликт да се развие на едно място в рамките на денонощие.
Единството на действие изисква всичко в драматическото действие да бъде свързано. 
В древността това изискване е било разбирано значително по-ограничено, отколкото понастоящем: 
смятало се е, че епизоди без пряка връзка с драматическото действие нарушават неговото единство. Единството на действие, разбирано по-широко, се спазва и в съвременната драма като важно условие за създаването на цялостно, единно произведение.